# Lern- und Gedenkort „Medizinverbrechen im Nationalsozialismus“
Der Lern- und Gedenkort „Medizinverbrechen im Nationalsozialismus“ ist seit 2017 Teil der Dauerausstellung des Medizinhistorischen Museums Hamburg. Er geht zurück auf eine Entscheidung des Senats der Freien und Hansestadt Hamburg aus dem Jahr 2015, einen Ort zu schaffen, welcher über die Medizinverbrechen informieren sollte.

## Konzeption
Impulse für die Konzeptionierung des Lern- und Gedenkortes gaben Herbert Diercks von der KZ-Gedenkstätte Neuengamme, die Mitarbeiterin der Behörde für Gesundheit und Verbraucherschutz Hamburg Hildegard Esser, Detlef Garbe, der Mediziner und ehemalige Direktor des Instituts für Allgemeinmedizin des UKE Hamburg Hendrik van den Bussche, Philipp Osten sowie Michael Wunder.

## Lern- und Gedenkort
Erinnert wird im Medizinhistorischen Museum Hamburg an Hamburger Opfer der NS-Euthanasie, der Zwangssterilisationen und Humanexperimente.
Vermittelt werden die vor 1933 vorhanden gewesenen ideologischen Grundlagen der Medizinverbrechen. Beleuchtet werden Opferbiographien. Angesprochen werden zudem die Täter. Auch die erinnerungskulturelle Aufarbeitung der Verbrechen ist ein Thema.
Zur Verfügung steht ein Datenbankterminal, das es ermöglicht, Opferbiographien zu recherchieren.